# Récepteur non-NMDA
Les récepteurs non-NMDA forment un groupe de récepteurs au glutamate ne pouvant pas être activés par l'agoniste pharmacologique N-méthyl-D-aspartate (NMDA). Ces récepteurs laissent entrer des ions de sodium dans la cellule des neurones lorsqu'ils sont excités par le glutamate.
Il existe au moins deux sous-types de récepteurs non-NMDA : les récepteurs AMPA et les récepteurs Kaïnate.
Il existe d'autres types de récepteurs au glutamate, dont le récepteur NMDA.